# Друм (Власеница)
Друм (серб. Друм / Drum) — село в общине Власеница Республики Сербской Боснии и Герцеговины. Население составляет 166 человек по переписи 2013 года.